# Jacques Viénot

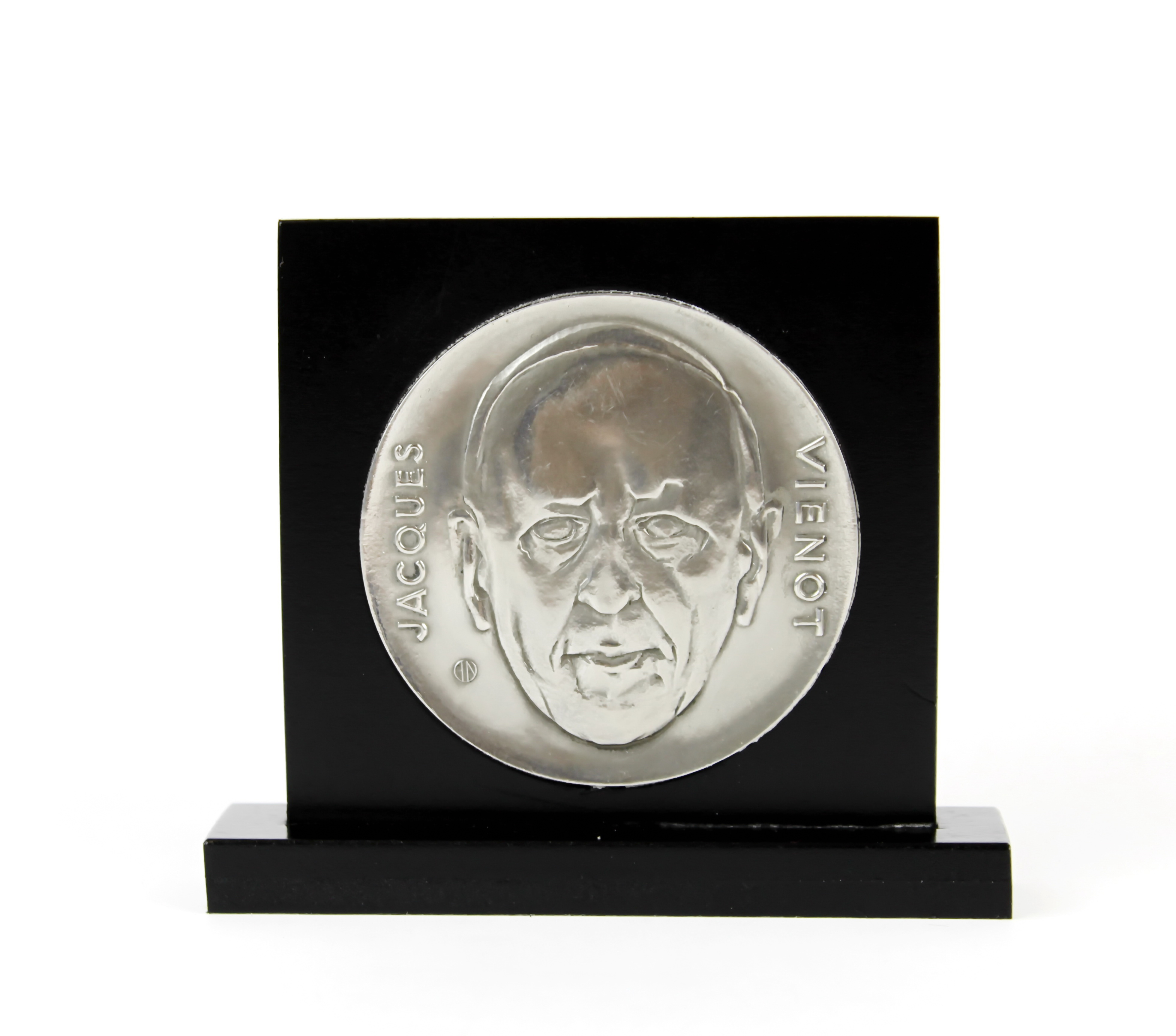
1963 als Designpreis verliehene Plakette mit Bildnis von Jacques Viénot

Jacques Viénot (* 2. August 1893 in Clermont-de-l'Oise; † 10. Januar 1959) gilt als einer der bedeutendsten Theoretiker im Bereich der Industrie-Gestaltung des 20. Jahrhunderts in Frankreich.

## Leben und Werk
1929 gründete Viénot die Firma Décore Installe Meuble (DIM) für Gestaltung. In der Folge war er tätig für das Pariser Kaufhaus Printemps. International bekannt wurde er für seine Mitkonzeption der Weltfachausstellung Paris 1937. Nach dem Zweiten Weltkrieg wurde Jacques Viénot zu einem der führenden Theoretiker Frankreichs über Produktgestaltung. So begründete er das Bureau Technès im Jahre 1948. Mit Hilfe des französischen Wirtschaftsministeriums gründete er 1951 die französische Design-Zeitschrift Esthétique industrielle. Das französische Ministerium für Wirtschaft beauftragte ihn 1953 einen eigenen französischen Designpreis, den Beauté Industrie, ins Leben zu rufen.
Viénot arbeitete mit vielen bekannten Gestaltern wie z. B. Roger Tallon zusammen. 
Er litt unter Bluthochdruck und Herzinsuffizienz. 1959 starb er im Alter von 65 Jahren an einer Embolie.

## Referenzen
- mitpressjournals über Jacques Viénot (in englischer Sprache)
- Answers.com über Jacques Viénot (in englischer Sprache)